# Lilium sherriffiae
Lilium sherriffiae är en liljeväxtart som beskrevs av William Thomas Stearn. Lilium sherriffiae ingår i släktet liljor, och familjen liljeväxter. Inga underarter finns listade.